# Liste des cathédrales d'Alep
Plusieurs confessions chrétiennes ont une cathédrale à Alep en Syrie :
- la cathédrale du Prophète-Élie se rattache à l’Église orthodoxe d’Antioche ;
- la cathédrale des Quarante-Martyrs se rattache à l’Église apostolique arménienne ;
- la cathédrale Saint-Éphrem-le-Syrien se rattache à l’Église syriaque orthodoxe ;
- la cathédrale Saint-François-d’Assise se rattache à l’Église latine ;
- la cathédrale Notre-Dame-de-Pitié se rattache à l’Église catholique arménienne ;
- la cathédrale Saint-Élie se rattache à l’Église maronite ;
- la cathédrale Notre-Dame se rattache à l’Église grecque-catholique melkite ;
- la cathédrale Notre-Dame-de-l’Assomption se rattache à l’Église catholique syriaque ;
- la cathédrale Saint-Joseph se rattache à l’Église catholique chaldéenne.